# Terence T. Henricks
Terence T. Henricks, född 5 juli 1952 i Bryan, Ohio, är en amerikansk astronaut uttagen i astronautgrupp 11 den 4 juni 1985. Henricks gick i skola i Woodmore High School i Woodville, Ohio. Han avlade 1974 sin kandidatexamen vid United States Air Force Academy och 1982 sin master vid Golden Gate University.

## Rymdfärder
STS-44 STS-55 STS-70 STS-78